# Hervé Boussard
Hervé Boussard (Pithiviers, 8 marzo 1966 – Lésigny, 26 giugno 2013) è stato un ciclista su strada francese, medaglia di bronzo nella cronometro a squadre dilettanti ai Giochi olimpici di Barcellona 1992 e poi professionista dal 1994 al 1997.

## Palmarès
- Giochi olimpici

Barcellona 1992: bronzo nella cronometro a squadre.